# 8043 Fukuhara
8043 Fukuhara este un asteroid din centura principală de asteroizi.

## Descriere
8043 Fukuhara este un asteroid din centura principală de asteroizi. A fost descoperit pe 6 decembrie 1994 la Ōizumi de Takao Kobayashi. El prezintă o orbită caracterizată de o semiaxă mare de 2,33 ua, o excentricitate de 0,10 și o înclinație de 8,4° în raport cu ecliptica.